# Nanomysis philippinensis
Nanomysis philippinensis är en kräftdjursart som beskrevs av Murano 1997. Nanomysis philippinensis ingår i släktet Nanomysis och familjen Mysidae. Inga underarter finns listade i Catalogue of Life.